# Molveno
Molveno település Olaszországban, Trento megyében. Lakosainak száma 1108 fő (2023. január 1.). Molveno Andalo, Cavedago, Tre Ville, Spormaggiore, Ville d'Anaunia, Vallelaghi, Vezzano és San Lorenzo Dorsino községekkel határos.

## Népesség
A település népességének változása:
| Lakosok száma | 1128 | 1123 | 1108 |
|               | 2017 | 2018 | 2023 |